# Nicolas François Octave Tassaert

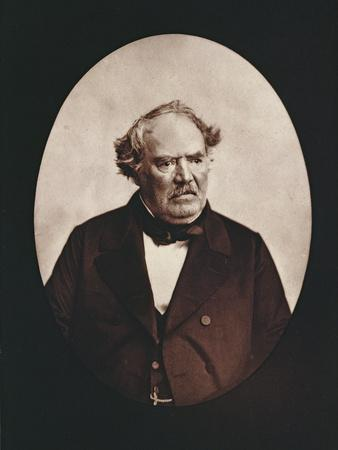
Portret van Nicolas Tassaert

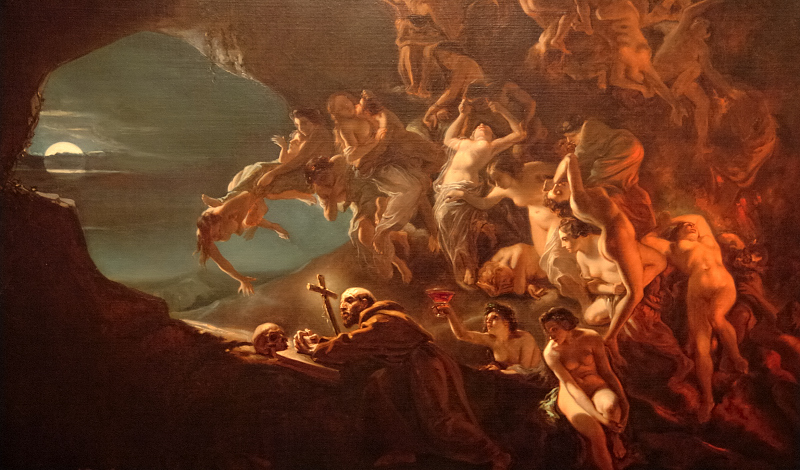
The Temptation of Saint Hilarion, 1857 (Musée des beaux-arts de Montréal)

Nicolas François Octave Tassaert (Parijs, 26 juni 1800 – aldaar, 24 april 1874) was een Frans kunstschilder, lithograaf en etser. Hij maakte portretten en religieuze, historische en allegorische schilderijen. Tassaert was kleinzoon van de Vlaamse beeldhouwer Jean-Pierre-Antoine Tassaert.

## Biografie
Zijn eerste artistieke opleiding kwam van zijn vader Jean-Joseph-François Tassaert en zijn oudere broer Paul. Daarna ging hij in de leer bij de graveur Alexis-François Girard. Vervolgens ging hij studeren aan de École des Beaux-Arts van 1817 tot 1825, onder Guillaume Guillon-Lethière. Maar tot zijn teleurstelling won Tassaert nooit prijzen als de Prix de Rome of werd onderscheiden met een benoeming in het Legioen van Eer.
Zijn bijdragen aan de Wereldtentoonstelling van 1855 werden goed ontvangen door de critici. Toch stopte Tassaert met zijn inzendingen na het Salon van 1857 en hij onttrok zich meer en meer aan de formele kunstwereld. Verzamelaars, die zijn werken in hun verzameling opnamen, waren Alfred Bruyas en Alexandre Dumas fils.
In 1863 stopte Tassaert met schilderen en verkocht al zijn schilderijen aan de kunsthandelaar Pierre Martin. Hij raakte verslaafd aan alcohol, waarna zijn gezondheid en gezichtsvermogen aanzienlijk verslechterden. Hij werd hiervoor behandeld in Montpellier in 1865, waar hij logeerde bij Bruyas. Na zijn terugkeer naar Parijs bleef zijn gezondheid precair. Uiteindelijk pleegde hij in 1874 op 69-jarige leeftijd zelfmoord.
Nadat hij was gestopt met schilderen zou Tassaert dichter hebben proberen te worden. Geen van zijn dichterswerken zijn echter bewaard gebleven.

## Oeuvre
Door met zijn werken sociale onrechtvaardigheid aan de kaak te stellen, probeerde Tassaert de emotionele snaar van het publiek te raken. Hij hield vooral van het maken van genretaferelen met vaak melodramatisch titels als De arme man Prud'hon. Zijn werken toonden vaak het leven van arme, ongelukkige gezinnen, stervende moeders en zieke of verlaten kinderen. Hij was daarom populair bij het publiek. Echter niet onder critici, die zijn werken maar melodramatisch vonden. Paul Gauguin en Vincent van Gogh erkenden hem als een van hun voorbeelden.
- Bibliothèque nationale de France: cb148015283 (data)
- Gemeinsame Normdatei: 12261402X
- International Standard Name Identifier: 0000 0000 6656 6534
- KulturNav: 0fa7a573-53b1-47c1-a695-e4a5a3b45564
- Library of Congress Control Number: nr94017496
- Nationale Bibliotheek van Israël: 987007460466605171
- RKD-Nederlands Instituut voor Kunstgeschiedenis: 76553
- SNAC: w66437tv
- Système universitaire de documentation: 069067465
- Union List of Artist Names: 500011634
- Virtual International Authority File: 12570272
- WorldCat: E39PBJt3XVgqXRtvQXJ3CDKTpP